# غريغوري جون منصور
غريغوري جون منصور (بالإنجليزية: Gregory John Mansour)‏ هو كاهن كاثوليكي وقسيس أمريكي، ولد في 11 نوفمبر 1955 في فلينت في الولايات المتحدة.